# Gheenă
Gheena (gr Γέεννα gehenna, transcrierea în Septuaginta din ebr.גהנום/גהנם - gey-hinnom = valea Hinnom, valea lui Hinom) este o vale, la sud de cetatea Ierusalim, unde se aduceau jertfe de copii unui zeu canaaneu, Moloh, în secolele VII-VI î.C. Mai târziu, valea a fost folosită pentru depozitarea gunoaielor. S-a crezut uneori că a fost numită gey-hinnom din cauza murdăriei permanente și a prostului renume, dar de fapt originea denumirii Hinom nu este cunoscută. In Biblie valea apare și sub numele Gey Ben-Hinom, adică valea lui Ben Hinom (Fiul lui Hinom, și cu sensul de "neamul lui Hinom"), acesta din urmă fiind, poate, un nume de persoană. 
În Vechiul Testament, valea este menționată pentru prima dată în Cartea lui Iosua în descrierea hotarelor tribului Iuda 

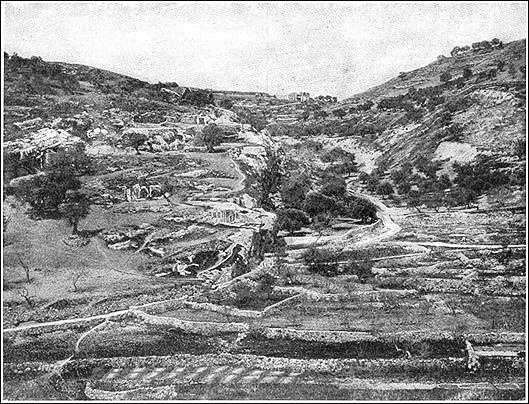
Valea lui Hinom la Ierusalim în jurul anului 1900

În Noul Testament: Matei 5:22,29,30, 10:28, 18:9, 23:15,33. Marcu 9:43,45,47, Luca 12:5, Iacov 3:6.

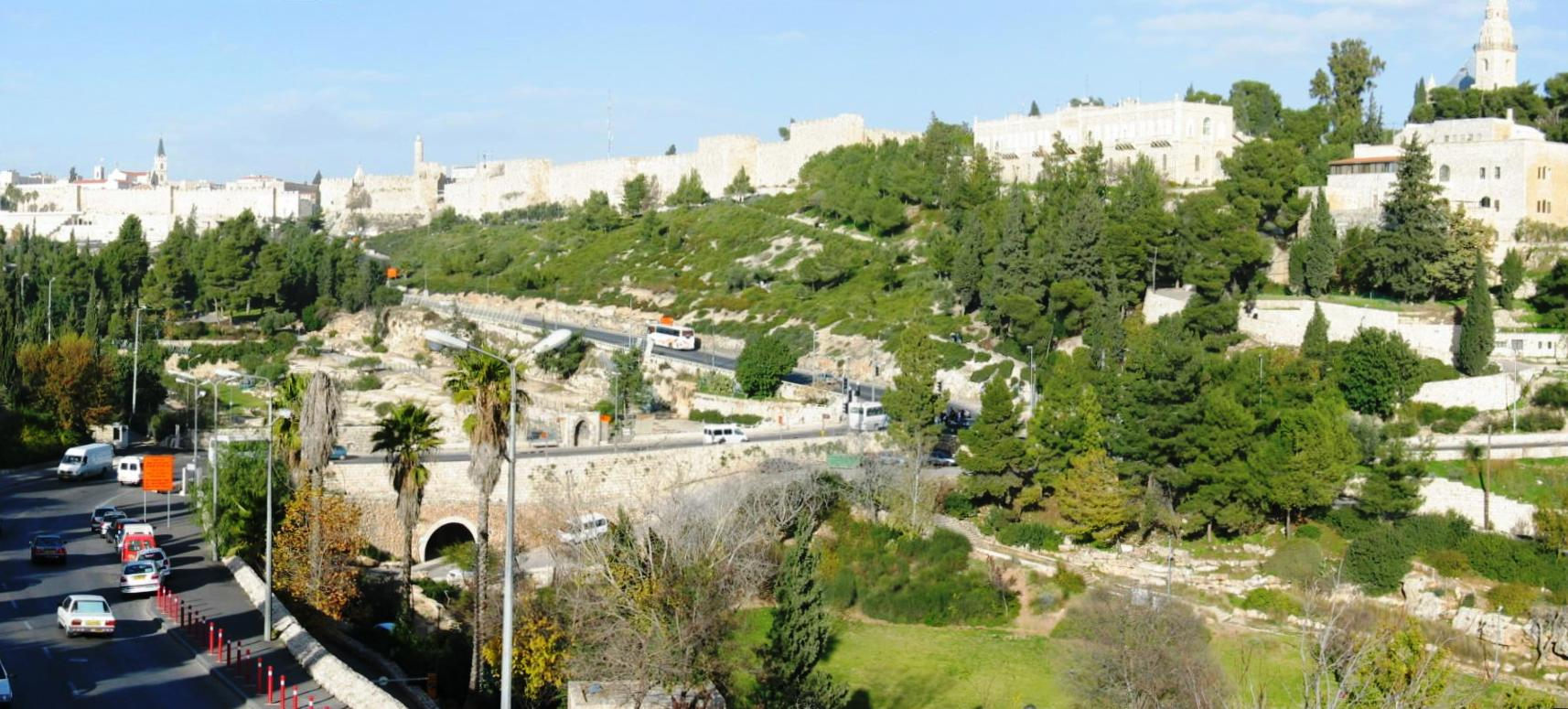
Gey Ben Hinom din Ierusalim, din zilele noastre

În zilele noastre este cunoscută ca Gey Ben Hinom, o vale situată la sud de Cetatea Ierusalimului și de „Orașul lui David”, în jurul Muntelui Sion. Ea se leagă la răsărit de pârâul Kidron, numit în mod eronat în unele traduceri vechi ale Bibliei „pârâul Cedrilor”. Celălalt capăt - la apus  - este actuala zonă Mamilla.

## Numele

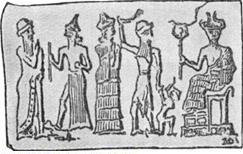
Scenă babiloneană a sacrificiului unui copil

Termenul grecesc γέεννα - Gheena din Noul Testament, ca si cel arameic Gehanna (în siriacă ܓܗܢܐ ) provin din ebraicul Gey Hinnom sau Gey Hinom -Valea lui Hinom.  
Gey Hinom apare in Vechiul Testament ca Gey Ben Hinom גֵיא בֶן־הִנֹּם(Iosua 15.8 - prima mențiune în Biblie, apoi Cronici 2, 28:3), iar in Talmud ca Gehinnam sau Gehinnom. 
Valea ar fi fost în sudul orașului iebusit, adică al Ierusalimului. Ea este menționată de cinci ori în cartea prorocului Ieremia (7:31,32 19:2,6 32:35) ca locul unde obișnuiau oamenii „să-și ardă fiii și fiicele în foc” ca parte a cultului politeist al zeului Moloh.
Denumirea a fost preluată în islam și de Coran - Jahannam (arabă:جهنم) ca loc de pedepsire a păcătoșilor și a necredincioșilor, echivalent islamic al iadului sau infernului.
Locul acesta este descris acolo cel mai des ca foc, alimentat cu pietre și cu oameni. Alt nume al iadului în Coran este prin urmare, An-Nar (Focul)

## Geografia

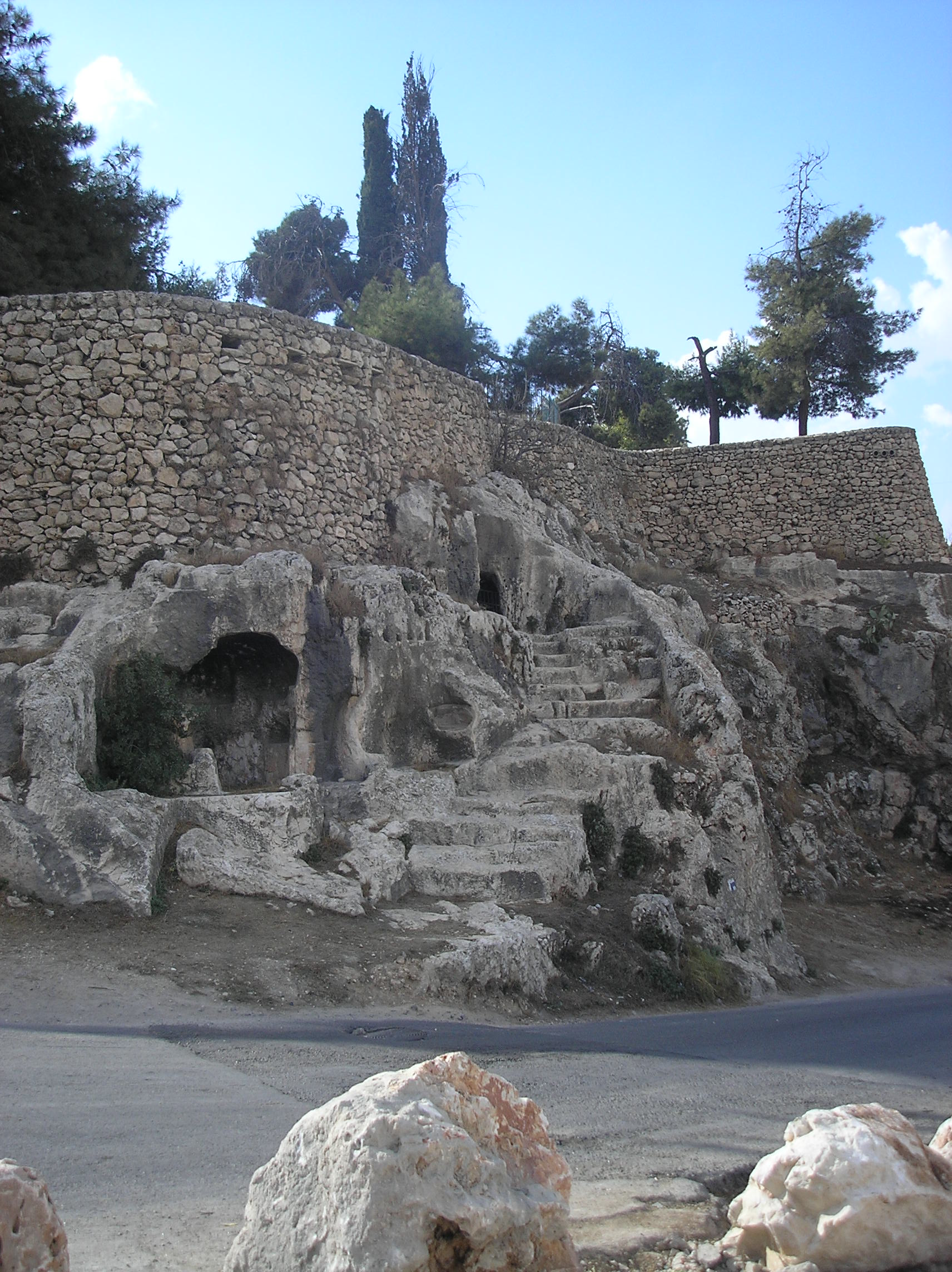
Morminte în Valea Gey Hinom

Localizarea exactă a Văii lui Hinnom este incertă. Comentarii mai vechi o plasează sub zidul de miazăzi al vechiului Ierusalim, întinzându-se de la poalele Muntelui Sion, la est, prin Valea Tyropoeon către Valea Kidronului. Totuși Valea Tyrotopoeon nu a mai fost ulterior asociata cu Valea Hinnom deoarece în vremea regilor Ahaz și Manase (Menashe) ai Iudeei, Tyropoeon  se afla înăuntrul zidurilor cetății, iar jertfele de copii aveau loc înafara zidurilor.
În Dicționarul Anchor al Bibliei al lui Freedman, David Noel, (NY Doubleday, 1997) valea este identificată cu Wadi ar-Rababi, ceea ce se potrivește cu datele din cartea Iosua, după care valea lui Hinnom se întinde de la est la vest în afara zidurilor cetății. După Iosua, valea începea la Eyn Rogel. Dacă Eyn Rogel este Bir Ayyub de astăzi , atunci Wadi ar-Rababi este identic cu Gey Hinnom.

## Arheologia
Sacrificii de copii în locurile numite Tofet,în secolul al VII-lea î.Hr. așa cum sunt relatate în Vechiul Testament cu privire la perioada domniei regilor Ahaz și Manase, erau cunoscute  de pildă și în Cartagina feniciană, unde s-au găsit urme de oseminte de copii sacrificați la Tofetul zeiței Tank.
Dovezi convingătoare ale unor asemenea sacrificii la Cartagina au fost obținute de Stager și Wolff. S-au găsit indicii pentru asemenea ceremonii și în Siria și Palestina.
Dacă nu există totuși mărturii arheologice ca de pildă gropi comune de copii, istoria de intensă populare a Ierusalimului ar putea explica aceasta, în comparație cu zona Tofetului din Tunisia.

## Conceptul de Gheenă

### Vechiul Testament sau Biblia ebraică
Cea mai veche referință istorică din Biblie se află în descrierea granițelor tribului Iuda in cartea Iosua. Următoarea referință cronologică este cea a domniei regelui Ahaz al Iudeei care și-a sacrificat câțiva fii, potrivit relatării din Cronici 2, 28, 3. Deoarece fiul său legitim cu fiica marelui preot Hizkiyah, i-a urmat pe tron, se poate înțelege că fiii sacrificați erau fiii regelui din relații cu femei politeiste sau concubine. Fapte similare sunt atribuite si nepotului lui Ahaz. Manase (Cronici 2, 33:6)
Cartea Isaia nu menționează nominal Gey Hinom ci „locul de ardere” Tofet ,în care a fost nimicită oastea asiriană, și despre care se vorbește și în versul final al cartii Isaia, care se referă la cei ce s-au răzvrătit împotriva lui Dumnezeu.(Isaia 66:24)
În timpul regelui Iosia (Yoshiahu) Ieremia a chemat la nimicirea altarelor din Tofet și la încetarea practicii jertfelor umane.(Ieremia 7:31-32). Se menționează ca regele Iosia a distrus altarul lui Moleh de la Tofet, pentru a împiedica orice jertfă de copii.(Regi 2, 23:10). Și totuși, Ieremia a prorocit că Ierusalimul va ajunge asemenea Gehinnom-ului și Tofet-ului.(Ieremia 19:2-6)(Ieremia 19:11-14)
Denumirea Hinnom este menționată iar în cartea Neemia 11:30, unde se povestește că exilații evrei întorși din Babilon au poposit între Beer Sheva și Hinnom.

### Targum
Traducerile Bibliei ebraice în arameică, cunoscute sub numele de Targum, amintesc de Gehinnom în versetele despre înviere, judecata și soarta celor păcătoși.
Ele adaugă expresia „a doua moarte” și numele Gehinnom la sfârșitul cărții Isaia, unde versiunea ebraică nu menționează nici Gehinnom , nici „a doua moarte” 
În aceasta privință, versiunea aceasta se aseamana celei folosite de Evanghelia lui Marcu, unde termenul Gheena este adăugat citatului din Isaia descriind cadavrele în care nici un vierme nu piere,

### Documente extra-biblice
În scrierile apocrife, în Manuscrisele de la Marea Moartă, Pseudopepigrafa și la Filon din Alexandria nu există nici o referință directă la Gheena.În cartea deuterocanonică a Iuditei (16:17), există totuși o aluzie la Gheena ("și va da pradă trupul lor focului și viermilor, ca să urle de durere în veci de veci!")  ,ținând seama că în targumim ale cărții Isaia se vorbește de Gehinnom, foc și viermi.  
Nu trebuie, totuși, să se presupună o acceptare unanimă a acestui sens figurativ al numelui văii Hinnom, pentru ca el depășește și chiar contrazice uzul semantic din cărțile Isaia și Ieremia. Yosef ben Matityahu (Josephus Flavius) nu amintește de loc acest aspect al istoriei Văii lui Hinnom în descrierile Ierusalimului destinate audienței romane. El nu menționează în nici un fel tradițiile relatate în comentariile creștine antic, după care, sub dominația romană, erau în vale focuri aprinse permanent și valea devenise un loc de adunarea gunoiului orașului, în care erau aruncate cadavrele criminalilor și ale animalelor. 
Poarta de sud-vest a Ierusalimului, privind spre vale, a devenit cunoscută și ca Poarta Văii - Shaar Hagay

### Iudaismul rabinic

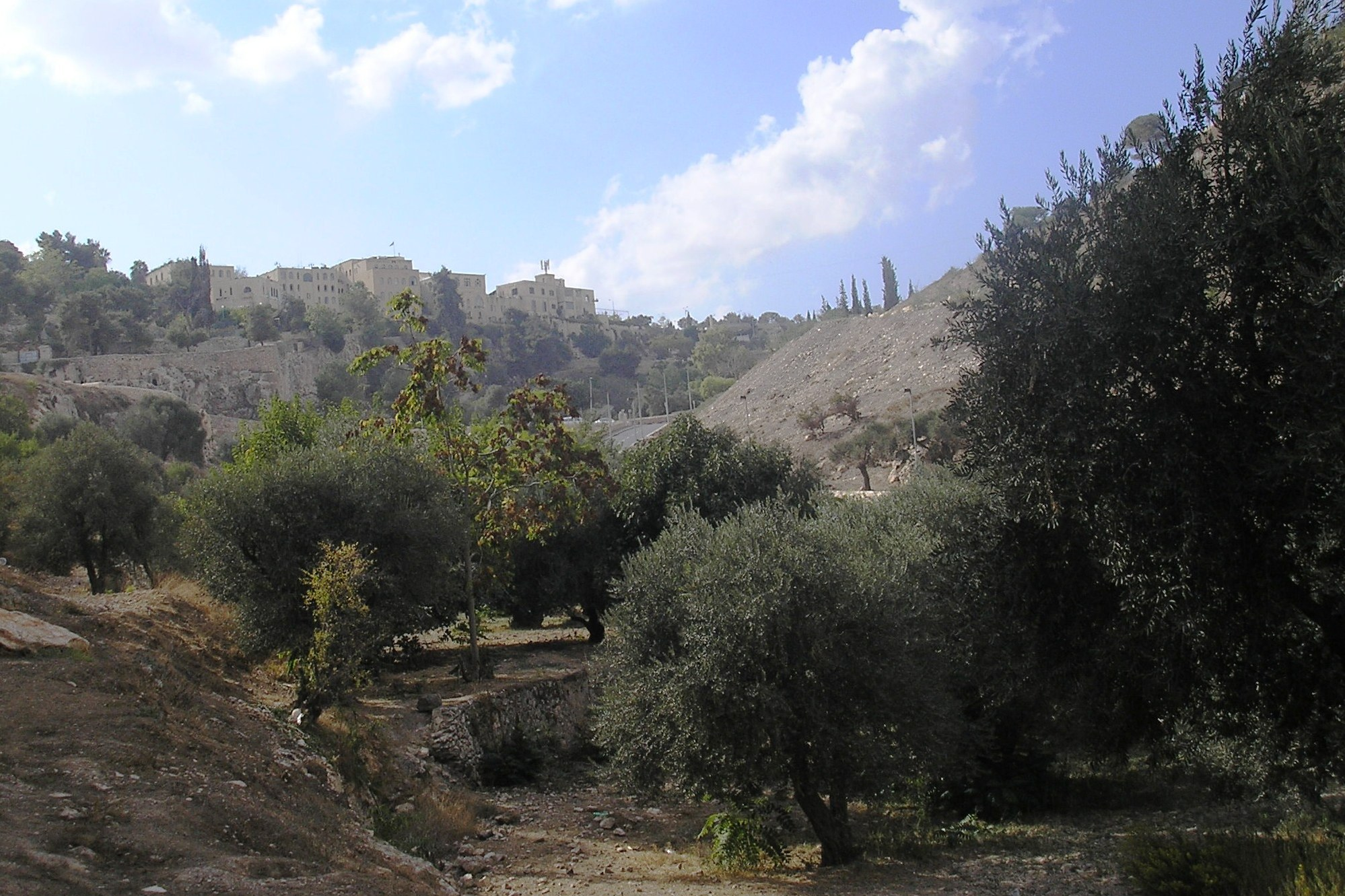
Gey Hinom sau Valea lui Hinom în 2007

Descrieri ale Gheenei ca loc de pedepsire sau nimicire a păcătoșilor apar frecvent în Mishna, in tratatul Nashim, Kiddushin 4.14, în Pirjei Avot 1.5, 5.19, 20, în Tosefta - Bereshit 6.15 precum și în Talmudul babilonean,. Rosh Hashana 16b:7a, Bereshit 28b. Geyhinom este considerat un loc de genul Purgatoriului în care cei pacatoși sufera până ce își ispășesc păcatele. Chiar s-a apreciat că timpul maxim pe care un păcătos îl petrece în Geyhinom este de un an. Dar există patru persoane care nu vor avea parte de Lumea de apoi (Olam haba) și anume Doeg edomitul, Ahitofel, Balaam și Gehazi. 
(Talmudul babilonean, tratatul Sanhedrin 7, cap.11 Helek
Gheena sau Geyhinom a devenit în tradiția evreiască o metonimie pentru Iad sau orice alt loc de pedeapsă din viața de apoi.
Explicația tradițională după care ideea Gheenei de foc a judecății provine de la arderea gunoaielor în Valea lui Hinnom din sudul Ierusalimului, este atribuită comentariului învățatului Rabbi David Kimhi la Psalmul 27:13 (de pe la 1200 î.Hr.). El era de părere ca în această detestabilă vale ardeau permanent focuri care devorau murdăriile și cadavrele aruncate în ea. Hermann Strack și Paul Billerbeck au constatat, însă, ca nu s-au găsit mărturii literare, nici arheologice, care să sprijine această ipoteză, nici în sursele timpurii intertestamentare, nici în sursele rabinice  mai târzii.
 De asemenea, Lloyd R. Bailey în articolul "Gehenna: The Topography of Hell" din 1986 era de aceeași părere.
Totuși, sunt dovezi că în umărul de sud-ves al acestei văi - Ketef Hinom,a existat un loc de îngropare, în care numeroase camere mortuare a fost refolosite de mai multe generații de familii, incepand din secolul al VII-lea si pana in secolul al V-lea î.Hr. Folosirea acestei zone pentru morminte a continuat și în primele veacuri î.Hr și d.Hr. Pe la anul 70 d.Hr. aria devenise nu numai un loc de înmormântare, ci și de cremare a morților, aceasta după sosirea Legiunii a X-a romane, care era singura grupare cunoscută pentru practicarea incinerării morților în regiune.
Cu timpul locul a devenit blestemat și închipuit ca o arenă de distrugere în folclorul evreiesc.
De aceea valea a fost socotită blestemată. iar Gheena a devenit curând un echivalent figurativ al Iadului.
Și totuși, folclorul evreiesc sugerează ca valea  avea o poartă care ducea către un lac în flăcări.
Termenul ebraic Gehinom a intrat ulterior și în limba idiș ca numele figurativ al locului de purificare spirituală a morților păcătoși.  
După majoritatea surselor iudaice, perioada de purificare sau de pedeapsă ar fi limitată la numai 12 luni, iar fiecare sâmbată ar fi exclusă de la pedeapsă.
Locul acesta de purificare spirituală sau de pedeapsă a morților păcătoși se numește în iudaism nu Iad, ci Gehinnom sau Sheol.
După aceea sufletul urcă spre Lumea de apoi,va fi distrus ori va continua să existe într-o stare de conștiență a remușcării.

## Noul Testament
În  evangheliile sinoptice Iisus folosește cuvântul Gheena de 11 ori pentru a o descrie ca opusul vieții in Împărăția lui Dumnezeu.
(Marcu, 9:43-48) Este un loc unde atât sufletul cât și trupul pot fi nimicite „în focul cel nestins.”(Marcu 9:43)
- Matei 5:22:... iar cine va zice: nebunule, vrednic va fi de gheena focului.
- Matei 5:29:... căci mai de folos îți este să piară unul din madularele tale, decât tot trupul să fie aruncat în gheena.
- Matei 5:30: "căci mai de folos iti este să piară unul din mădularele tale, decât tot trupul tău să fie aruncat în gheena.."
- Matei 10:28: "temeți-vă mai curând de acela care poate și sufletul și trupul să le piarda în gheena."
- Matei 18:9: "mai bine  este pentru tine să intri în viață cu un singur ochi, decât, având amândoi ochii, sa fii aruncat în gheena focului.."
- Matei 23:15: "Vai vouă, cărturarilor și fariseilor fățarnici! Că inconjurați marea și uscatul ca să faceți un ucenic, și dacă l-ati făcut, îl faceți fiu al gheenei și îndoit decât voi."
- Marcu 9:43: "... mai bine îți este să intri ciung în viață, decât, amândouă mâinile având, să te duci în gheena, în focul cel nestins.."
- Marcu 9:45: " mai bine îți este ție să intri fără un picior în viață, decât având amândouă picioarele să fii azvarlit în gheena, în focul cel nestins,."
- Marcu 9:47: "că mai bine îți este ție cu un singur ochi în împărăția lui Dumnezeu, decât, având amândoi ochii, sa fii aruncat în gheena focului.."
- Luca 12:5: " Temeți-vă de acela care, după ce a ucis, are putere să arunce în gheena; da, vă zic vouă, de acela să vă temeți.."
- Epistola lui Iacov 3:6: "Foc este și limba, lume a fărădelegii! Limba își are locul ei

între mădularele noastre, dar spurcă tot trupul și aruncă în foc drumul vieții, după ce aprinsă a fost ea de flăcările gheenei.."

#### Traduceri în Bibliile creștine
Noul Testament se referă și la Hades ca la un loc distinct de Gheena. Spre deosebire de Gheena, Hades comunică nu foc sau pedeapsă, ci uitare.
Viziunea lui Ioan în Apocalipsa 20:14 sa descrie Hades ca fiind aruncat în Lacul de foc. 
Biblia regelui James al Angliei este unica traducere engleză aflat în uz, care traduce termenii Sheol, Hades, Tartarus și Gheena prin Hell (Iad).
New International Version, New Living Translation, New American Standard Bible folosește termenul „hell” (Iad) numai pentru traducerea cuvântului Gheena.
Atitudinea față de Gheena în creștinism este afectată în mod semnificativ după cum este menținută sau nu distincția din ebraică și greacă dintre Gheena și Hades: 
Traduceri menținând distincția:
- Codes Argenteus al lui Wulfila sau Biblia Gotică este prima Biblie care utilizează forma proto-germanică a cuvântului Hell și menține o distincție între Hades și Gheena. Totuși, spre deosebire de traducerile mai târzii, cuvântul „Halja” este rezervat pentru Hades, în timp ce Gheena este tradus prin Gaiainnan, invers în mod surprinzător în comparație cu traducerile moderne care traduc Gheena prin Hell, și lasă Hades fără traducere.(Murdoch și Read 2004)
- Vulgata latină de la sfârșitul secolului al IV-lea  traduce cuvântul grec γέεννα (gheena) prin „gehennæ” (vezi Matei 5,22), în timp ce „infernus”  (venit de jos, din lumea dedesubt) este tradus prin „ᾅδης” Hades.
- Traducerea din secolul al XIX-lea a lui Young și cea a lui Rotherdam, încearcă amândouă să traducă pe cât se poate literal. nu se folosește de cuvântul Hell

și menține cuvintele Hades și Gheena netraduse.
- Traducerea arabă a Bibliei a lui Van Dyck deosebește Gheena de Sheol.
- New International Version, New Living Translatio and New American Standard Bible din secolul al XX-lea,pastrează termenul Hell numai pentru Gheena. Toate traduc într-un mod diferit Sheol și Hades. Excepție face traducerea lui New International Version din Luca 16:23 , unde traduce în mod singular Hades prin Hell.
- În textele în greacă și în mod consecvent în Bisericile Ortodoxe din Est, deosebirile prezente în original sunt adesea păstrate. Biserica Sinodală Rusă

(și o traducere în limba slavonă bisericească veche) mentin și ele distincția. În limba rusa modernă conceptul de iad (Ад) este direct derivat din Hades (Аид), separate si independente de Gheena. Imaginile focului sunt atribuite în primul rând Gheenei, care este cel mai des menționată ca Gheena de foc (Геенна огненная) și apare sinonimă cu Lacul de foc.
- New World Translation of the Holy Scriptures, utilizată de Martorii lui Iehova menține deosebirea dintre Gheena și Hades prin transliterarea Gehenna, si prin traducerea lui Hades (sau Sheol) prin cuvântul „the Grave”,Mormântul. Termenul de „hell” - „iad”, nu este folosit pentru Gheena sau Hades.
- Cuvântul „hell” nu este folosit în New American Bible, decât într-o notă de subsol la Cartea Iov, traducând un pasaj alternativ din Vulgata, decât ca termen corespunzător lui inferus inferos din Ieronim, el însuși traducere din Sheol.  Gheena nu este tradus, Hades este netradus sau redat prin tărâmul de jos, iar sheol de asemenea - tărâm de jos.

Traduceri fără distincție:
- Evangheliile cunoscute ca Wessex Gospels și Biblia lui Wycliffe din secolul al XIV-lea, traduc atât latinul inferno cât și gheena prin Hell (iad)
- Traducerea Tyndale din secolul al XVI-lea și traduceri mai târzii aveau acces la greacă, dar Tyndale a tradus atât Gheena cât și Hades prin acelaș cuvânt englez - Hell.
- Biblia regelui James din secolul al XVII-lea este unica traducere engleză folosită curent, care traduce Sheol, Hades și Gheena prin acelaș cuvânt - Hell.

Multi creștini din timpurile moderne înteleg prin Gheena un loc de veșnică pedeapsă numit iad. (hell, vezi Oxford Companion to the Bible).
Anihilaționiștii înțeleg prin Gheena un loc în care păcătoșii sunt până la urmă nimiciți și nu mai sunt chinuiți de focul veșnic.
Universaliștii care cred ca Dumnezeu se va împăca până la urmă cu toate sufletele, interpretază referințele la Gheena din Noul Testament în contextul Vechiului Testament, și conchide că se referă întotdeauna la o iminenta judecată divină a Israelului și nu la o chinuire perpetuă pentru cei ce nu pot fi mântuiți.
Valea lui Hinnom este și locul unde, după tradiție, a fost Câmpul Olarului, care a fost cumpărat de preoți după sinuciderea lui Iuda Iscarioteanul,
cu aceiași „arginți ai sângelui” cu care a fost plătit Iuda pentru trădarea sa.

### În Coran
Numele dat în islam iadului - Jahannam - provine direct din Gheena. Jahannam - din ebraicul GeiHinom, și care este asociat cu o vale din afara Orașului Vechi Ierusalim.
Coranul conține 77 referințe la Gheena, dar nici una la Hades

## Legături externe
- en  Gehenna from the 1901-1906 Jewish Encyclopedia